# قرادة الغزال
قرادة الغزال أو القرادة سوداء الأرجل (بالإنجليزية:deer tick)، الاسم العلمي ('Ixodes scapularis) هي أحد أنواع الحشرات تنتمي إلى طائفة العنكبوتيات. موطنها الأصلي السواحل الشرقية لقارة امريكا الشمالية تعيش خاصة في الغابات والمزارع وتبلغ دورة حياتها 2 سنة، الغذاء الرئيسي للحشرة هو دماء الحيوانات وقد تتغذى على دماء القوارض أو السحالي أو الطيور، حجم الإناث أكبر من حجم الذكور وغالبًا ما يموت ذكر بعد التزاوج.

## الأمراض
القراد هي حشرات ناقلة للأمراض إلى الأنسان والحيوان حيث تسبب بالعديد من الأمراض البيكتيرية أو الفيروسية، من تلك الأمراض البابيزيا البقرية التي تصيب الأبقار وايضا داء لايم الذي يصيب كل من الحيونات والانسان وداء إيرليخ وحمى راجعة والتهاب الدماغ وحمى الجبال المبقعة وحمى كولورادو القرادية، وينتقل المرض عن طريق اللدغ من قبل الحشرة وتنقل الحشرة بعض أنواع البكتيريا مثل بيكتيريا بوريليا برغدورفيرية المسببة بداء لايم وبيكتيريا بوريليا مياموتو.